# Towards the Sea
Towards the Sea är ett livealbum med den norska brassgruppen The Brazz Brothers, utgivet 1998 av Brazz Records. Skivan spelades in under ett liveframträdande på restaurangen "Expeditionen" i Nordfjordeid den 6 november 1997.
Detta är även det sista album som Egil "Bop" Johansen medverkar på med Brazz Brothers innan den svenske trummisen Marcus Lewin började spela med gruppen.

## Låtlista
1. "Domen" (Jan Magne Førde) – 5:11
2. "Jentene dansa og gutane gret" (Helge Førde) – 3:48
3. "Ut mot havet" (Edvart Fliflet Bræin) – 3:21
  - Frode Alnæs — gitarr
4. "Leirungsdalen" (Jarle Førde) – 3:02
5. "Med en Primula Veris" (Edvard Grieg) – 4:17
6. "Sunnmørsreel" (Jan Magne Førde) – 3:45
7. "Vemod" (Helge Førde) – 6:34
8. "Hallingen ha's Fant-Ka'l" (Trad.) – 4:10
9. "Svalande Vind" (Trad.) – 3:10
10. "Stekt gjøk med ko-kokte poteter" (Stein Erik Tafjord) – 3:20
11. "Lokkeslått" (Jan Magne Førde) – 4:28

Total tid: 47:16
- Arrangemang:
- Helge Førde (5, 8, 9)
- Jan Magne Førde (3)

## Medverkande
- The Brazz Brothers:
  - Jan Magne Førde — trumpet, flygelhorn
  - Jarle Førde — trumpet, flygelhorn
  - Runar Tafjord — valthorn
  - Helge Førde — trombon
  - Stein Erik Tafjord — tuba
  - Egil "Bop" Johansen — trummor
- Frode Alnæs — gitarr